# Castulo
Castulo is een geslacht van vlinders van de familie spinneruilen (Erebidae), uit de onderfamilie Arctiinae.

## Soorten
- C. amorpha Turner, 1940
- C. catocalina Walker, 1864
- C. congrua Walker, 1864
- C. conographa Meyrick, 1886
- C. discrepans Walker, 1864
- C. doubledayi Newman, 1856
- C. gratiosa Walker, 1864
- C. laeta Walker, 1856
- C. nivosa Walker, 1865
- C. plagiata Walker, 1854
- C. shepherdi Newman, 1856
- C. struthias Meyrick, 1886
- C. terpnodes Turner, 1940
- C. thirkelli Fraser, 1962
- C. zonophanes Meyrick, 1888